# WASP-107b
WASP-107b là một hành tinh ngoài hệ Mặt trời thuộc loại siêu sao Hải Vương quay quanh ngôi sao WASP-107. Nó nằm cách Trái Đất 200 năm ánh sáng trong chòm sao Xử Nữ. Phát hiện của nó đã được công bố vào năm 2017 và được chỉ đạo bởi DR Anderson và một nhóm các đồng nghiệp thông qua WASP-South.
Helium được phát hiện trong bầu khí quyển của hành tinh vào năm 2018, khiến đây là lần đầu tiên helium được phát hiện trên một hành tinh ngoài hệ Mặt trời.

## Đặc điểm
WASP-107b là một hành tinh khí khổng lồ ngoài hệ Mặt trời  thuộc loại siêu sao Hải Vương nằm cách Trái Đất 200 năm ánh sáng trong chòm sao Xử Nữ. Nó có kích thước gần bằng sao Mộc nhưng khối lượng nó chỉ bằng một phần tám khối lượng của sao Mộc, khiến nó trở thành một trong những hành tinh ngoài hệ Mặt trời có mật độ thấp nhất.  Bán kính của nó bằng 0,94 lần sao Mộc, làm cho bầu khí quyển của nó trở nên mịn màng và kết hợp với việc chuyển đổi một ngôi sao K có độ sáng vừa phải,  đã làm cho nó trở thành mục tiêu cho đặc tính khí quyển. Nó to gần 8 lần so với ngôi sao của nó giống như sao Thủy so với Mặt trời và quay quanh ngôi sao của nó cứ sau 5,7 ngày.  Với nhiệt độ 932 °F (500 °C), bầu khí quyển của nó làm cho nó trở thành một trong những ngoại hành tinh nóng nhất được biết đến.